# Косилово (Торопецкий район)
Косилово — деревня в Торопецком районе Тверской области в составе Пожинского сельского поселения.

## География
Расположена примерно в 11 верстах к северо-востоку от деревни Пожня на берегу озера Ручейское.

## История
На топографической карте Фёдора Шуберта, изданной в 1871 году обозначена деревня Касилова. Имела 4 двора
В списке населённых мест Торопецкого уезда Псковской губернии за 1885 год значится деревня Касилово. Находиласть при озере Ручейском в 26 верстах от города. Имела 6 дворов и 38 жителей.

## Население
| 2010 |
| ---- |
| 1    |

Национальный состав
Согласно результатам переписи 2002 года, в национальной структуре населения русские составляли 100 % от жителей.